# Ferdinando van den Eynde, I marchese di Castelnuovo
Ferdinando van den Eynde, I marchese di Castelnuovo (forse a Napoli, 1626 – Napoli, 3 luglio 1674), è stato un nobile, mercante, collezionista d'arte e mecenate italiano.
Van den Eynde era il padre di Elisabetta van den Eynde, principessa di Belvedere e baronessa di Gallicchio e Missanello e di Giovanna van den Eynde, principessa di Galatro e Sonnino. Van den Eynde non va confuso con il suo omonimo, e zio, Ferdinand van den Eynde.

## Famiglia
Van den Eynde nacque nel 1626, probabilmente a Napoli. Era figlio di Jan van den Eynde, un mercante fiammingo estremamente facoltoso che divenne uno degli uomini più ricchi di Napoli grazie al commercio e alla sua attività di banchiere. Suo padre Jan divenne una delle figure più importanti della Napoli del XVII secolo, nonché il proprietario della più grande collezione d'arte nel napoletano. Jan era fratello di Ferdinand van den Eynde, che fu sepolto nel 1630 nella chiesa di Santa Maria dell'Anima a Roma.

## Biografia
I Van den Eynde erano imparentati con importanti artisti olandesi come Brueghel, Jode, e Lucas e Cornelis de Wael. Lucas e Cornelis de Wael erano nipoti di suo zio Ferdinand. Nel 1653, suo padre Jan acquisì il Palazzo Zevallos Stigliano, oltre che un titolo nobiliare per suo figlio Ferdinando.
Il marchese Ferdinando ristrutturò Palazzo Zevallos e, tra il 1671 e il 1674, fece costruire la monumentale Villa Carafa di Belvedere sul Vomero, che oggi è la villa più storica del Vomero, e rimane una delle più note ville di Napoli.
Quando Gaspar Roomer, che fu amico e socio in affari sia suo che di suo padre, morì nell'aprile 1674, egli lasciò in eredità a van den Eynde la sua collezione di dipinti, composta di 70 o 90 opere, che includeva pezzi di Peter Paul Rubens e Luca Giordano, ampliando così la collezione di van den Eynde. Tuttavia, Ferdinando morì di tisi nel luglio dello stesso anno, e la sua enorme collezione passò perciò alle figlie, Caterina, Elisabetta e Giovanna. Giordano era stato un amico di van den Eynde, e redasse lui stesso l'inventario del lascito di van den Eynde (a quel tempo Giordano contò dieci dipinti di mano sua nella collezione di van den Eynde). Le figlie di van den Eynde, Giovanna ed Elisabetta, sposarono gli eredi di due delle più potenti famiglie italiane, i Colonna e i Carafa. Giovanna sposò Giuliano Colonna di Stigliano, I principe di Sonnino, mentre Elisabetta sposò Carlo Carafa, III principe di Belvedere, VI marchese di Anzi e signore di Trivigno.

## Matrimonio e figli
Van den Eynde sposò nel 1666 Olinda Piccolomini Carli (battezzata a Siena il 9 maggio 1646-testò l'8 ottobre 1708), nipote del cardinale Celio Piccolomini. La coppia ebbe tre figlie:
- Caterina van den Eynde (?-1711[25]), sordomuta, rimase sotto la tutela materna[3]
- Giovanna van den Eynde-Colonna (1672-1716), principessa di Galatro e Sonnino.[2][3]
- Elisabetta van den Eynde-Carafa (1674-1743), baronessa di Gallicchio e Missanello e principessa di Belvedere.[2][3]